# 柏枝真郷
柏枝 真郷 (かしわえ まさと、女性、2月14日 - )は、日本の小説家。茨城県在住。1960年代後半の生まれ。

## 経歴・人物
東京理科大学理学部化学科卒。大学卒業後はコンピュータ会社に入社し、OLとして勤めた。入社2年目に小説を書き始め、雑誌『JUNE』の「小説道場」に投稿して中島梓（栗本薫）の門弟となり、執筆に励む。1991年9月、中島の紹介により、光風社出版から『時が過ぎゆきても』が刊行され、単行本デビューした。1995年1月までOLとの兼業生活となったが、睡眠時間3時間という兼業生活の無理がたたり体調を崩し「二足の草鞋は履けない」と会社を退職した。以降、専業作家として活動。東京に24年ほど居を構えていたが、2017年3月に茨城県に移住した。

## 主な作品
- 「DESPERADO」シリーズ（光風社出版）
- 「厄介な連中」シリーズ（角川書店）
- 「硝子の街にて」シリーズ（講談社X文庫ホワイトハート）
- 「PARTNER」シリーズ（C★NOVELS）
- 「ライバル」シリーズ（講談社X文庫ホワイトハート）
- 「社内恋愛コンプレックス」シリーズ（角川ルビー文庫）
- 「晴れ、のち雷シリーズ」シリーズ（角川ルビー文庫）
- 「貴族デザイナーの華麗な事件簿」シリーズ（富士見L文庫）